# Antikvitás
Az antikvitás (latin: antiquus=régi, ősi) elnevezést a a nemzetközi történelemtudomány általában a földközi-tengeri civilizációk körülbelül i. e. 800 és i. sz. 600 közötti időszakára alkalmazza. Szinonimája a klasszikus ókor. Hatása számos témakörben egészen a modern korig meghatározó. Tartalmazza az ókori Görögország, a hellenizmus és a Római Birodalom történetét.
A Római Birodalom kulturális hatása elsősorban a térség nyugati részén érvényesült, míg keleten a görög-hellenisztikus hagyományt Bizánc a keleti hagyományokkal együtt továbbvitte egészen az iszlám terjeszkedéséig.
Az antikvitást megkülönböztetjük a tágabb értelemben vett ókortól, amelybe beletartoznak az ókori kelet fejlett kultúrái, mint Mezopotámia, az Ókori Egyiptom és sok más civilizáció.
Az ókort és benne az antikvitást követő korszak a középkor.

## Fordítás
- Ez a szócikk részben vagy egészben  az   Antike című német Wikipédia-szócikk ezen változatának fordításán alapul.  Az eredeti cikk szerkesztőit annak laptörténete sorolja fel. Ez a jelzés csupán a megfogalmazás eredetét és a szerzői jogokat jelzi, nem szolgál a cikkben szereplő információk forrásmegjelöléseként.

## Forrás
- Tőkei Ferenc: Antikvitás és feudalizmus. Budapest: Kossuth. 1969.